# Jean-Baptiste Rolland
Pour les articles homonymes, voir Rolland.
Cet article concerne un imprimeur, libraire, homme d'affaires et homme politique canadien. Pour le boxeur français, voir Jean-Baptiste Rolland (boxe anglaise).
Jean-Baptiste Rolland  (2 janvier 1815 – 22 mars 1888) est un imprimeur, libraire, homme d'affaires et homme politique canadien,.

## Biographie

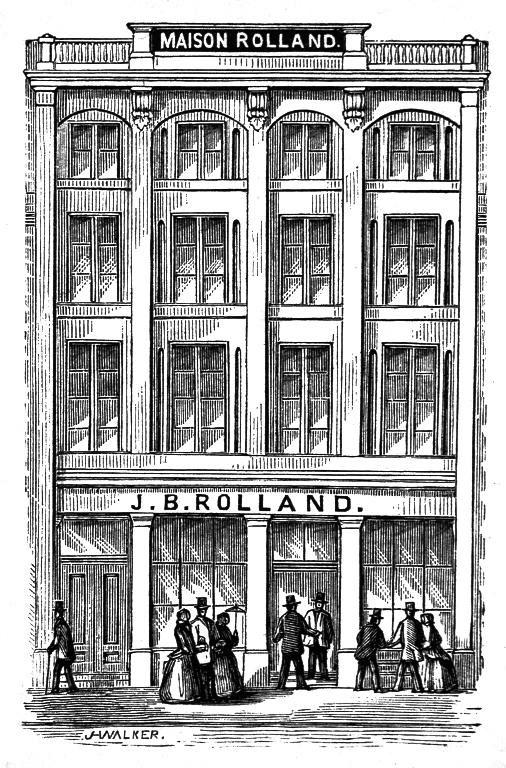
Maison Rolland, au 12-14, rue Saint-Vincent que Jean-Baptiste Rolland fait construire en 1855 pour loger son commerce de librairie.

Né à Verchères, Bas-Canada, fils de Pierre Roland et Euphrasine Donay, sa famille déménagea à Saint-Hyacinthe en 1828. En 1832, Rolland déménagea à Montréal où il travailla comme apprenti typographe à La Minerve. De 1836 à 1840, il travailla pour un journal anglophone de Montréal, The Morning Courier. Il cofonda ensuite l'imprimerie Rolland et Thompson et en 1843 il décida d'ouvrir une librairie à Montréal. Il imprima et relia aussi des livres. 
En 1859, il forma en partenariat avec son fils aîné, Jean-Damien Rolland, la firme J.-B. Rolland et Fils. Ses autres fils voulurent également se joindre à la société. En 1881, ils décidèrent de manufacturer leur propre papier et ouvrirent un moulin à papier : la Compagnie de papier Rolland  à Saint-Jérôme (aujourd'hui une division de Groupe Sustana) a été incorporé en 1882.
En 1861, il fut élu au conseil de ville de Montréal pour l'arrondissement de l'Est et servit jusqu'en 1867. Il fut réélu en 1871 et servit jusqu'en 1875. Il fut nommé au Sénat du Canada en 1887 pour la division  sénatoriale de Mille Isles sur recommandation du Premier Ministre John A. Macdonald. Comme Conservateur, il servit cinq mois jusqu'à sa mort en 1888. Il était le beau-père de Raymond Préfontaine.
Il est membre élu du Panthéon des hommes d'affaires canadiens (Canadian Business Hall of Fame) en 1985.
Le fonds d'archives de la Famille Rolland est conservé au centre d'archives de Montréal de Bibliothèque et Archives nationales du Québec. 